# Trimma sheppardi
Trimma sheppardi är en fiskart som beskrevs av Winterbottom, 1984. Trimma sheppardi ingår i släktet Trimma och familjen smörbultsfiskar. Inga underarter finns listade i Catalogue of Life.